# Freda Ehmann

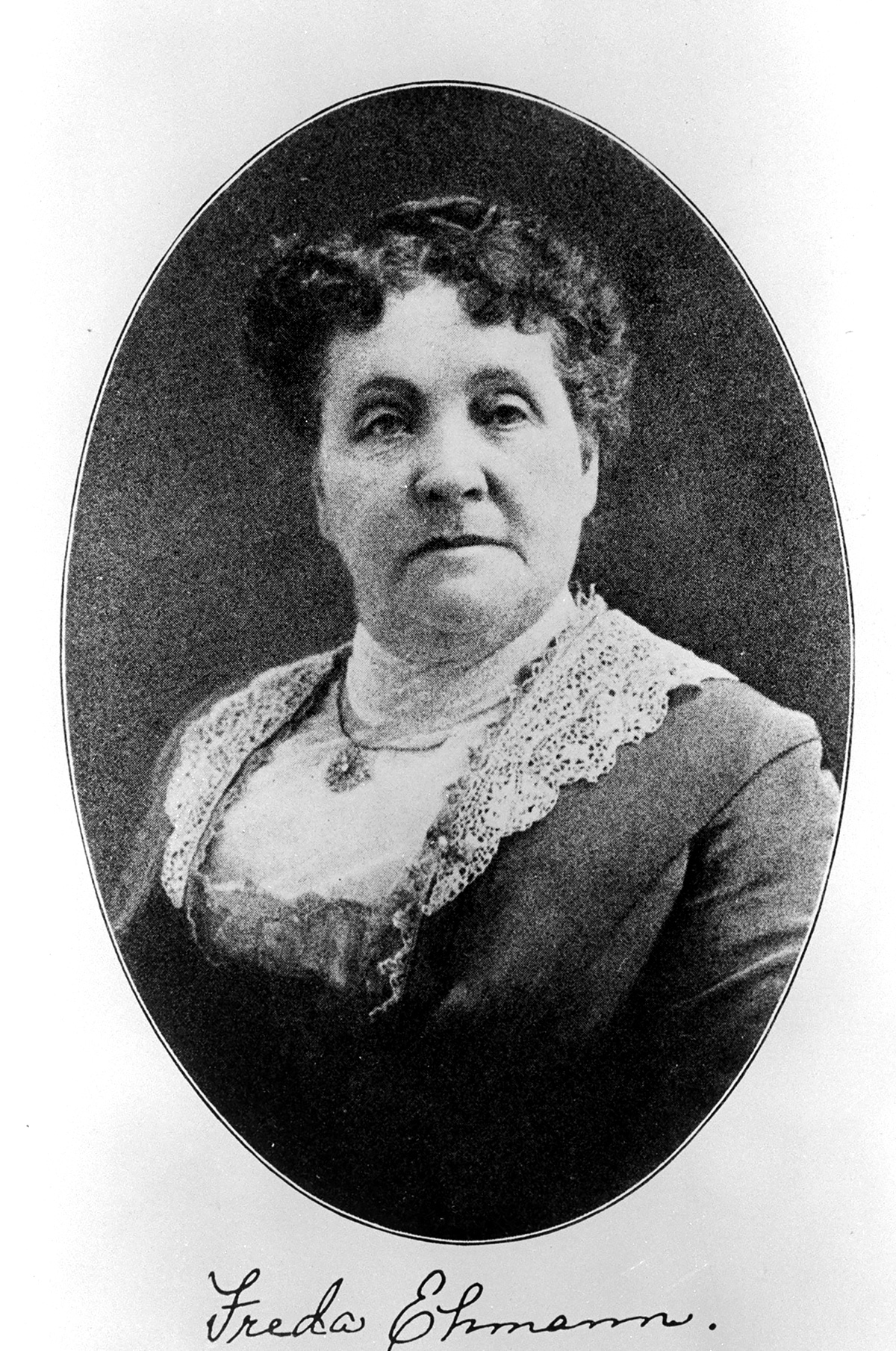
Porträt Freda Ehmanns, vermutlich aus den 1880er Jahren

Freda Ehmann (geborene Loeber, der Vorname vermutlich amerikanisiert von „Frieda“ oder „Frida“; * 18. August 1839 in Niederurff; † 12. November 1932 in Piedmont) war eine deutsch-amerikanische Unternehmerin, die heute als „Mutter der kalifornischen Olivenindustrie“ bekannt ist.

## Leben und Werk
Ehmann wurde 1839 im hessischen Niederurff geboren. Sie wuchs in Kassel auf und wanderte in jungen Jahren mit ihrer Mutter in die Vereinigten Staaten aus. In St. Louis heiratete sie den 20 Jahre älteren Ernst Cornelius Ehmann (1819–1892), der während der Badischen Revolution von 1848/49 unter Franz Sigel als Chirurg gedient hatte. Im Jahr 1856 zogen Freda und ihr Mann Ernst nach Quincy, Illinois, wo Ernst als Arzt praktizierte und um 1870 eine Apotheke eröffnete. 
Nach dem Tod ihres Mannes im Jahr 1892 folgte Freda ihrem Sohn Edwin (1865–1949) nach Kalifornien, wo sie zunächst in Oakland lebte. Edwin verkaufte zu diesem Zeitpunkt Porzellan und hatte auf diesem Weg den deutschstämmigen Herman Juch, einen Juwelier in Marysville, kennengelernt. Juch überredete Edwin und seine Mutter dazu, gemeinsam mit ihm in Olive Hill Grove, eine 1.800 Acres (rund 728 Hektar) große Olivenfarm unweit von Loma Rica in Yuba County, zu investieren. Als im Zuge der Wirtschaftskrise von 1893 die Preise für Oliven und auch der Wert von Olive Hill Grove fielen, musste Herman Juch Konkurs anmelden. Edwin und seine Mutter verloren ihr gesamtes Vermögen. Im Alter von 56 Jahren war Freda Ehmann damit nicht nur frisch verwitwet, sondern auch mittellos.

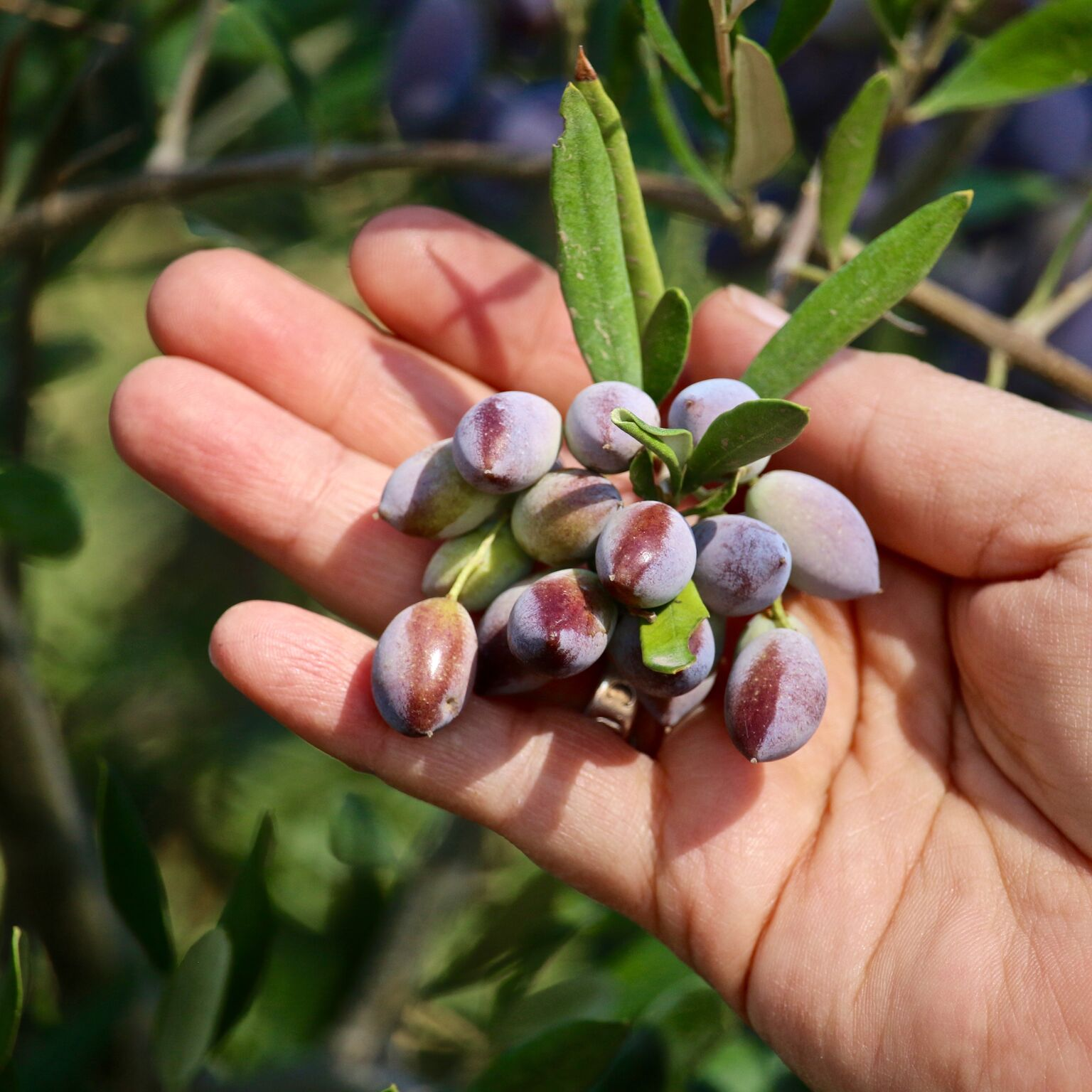
Kalifornische Oliven an einem Olivenbaum

Auf einem kleinen Stück Land, das Juch ihr als Wiedergutmachung für den erlittenen Verlust überschrieben hatte, wuchsen Olivenbäume. Eine Probe ihrer ersten Ernte brachte Ehmann zu dem aus der Pfalz stammenden Eugene Woldemar Hilgard, der zu jener Zeit als Professor für landwirtschaftliche Chemie an der University of California, Berkeley tätig war. Hilgard gab Ehmann ein Rezept zum Einlegen von Oliven, und als sie nach Oakland zurückkehrte, begann sie, dieses Rezept weiter zu verfeinern. Zu diesem Zeitpunkt wurden Oliven in Kalifornien zu Öl verarbeitet, weil bisher niemand ein Verfahren gefunden hatte, die Früchte über einen längeren Zeitraum haltbar zu machen. Als es Ehmann gelang, ihre erste größere Charge eingelegter Oliven an einen Kaufmann in Oakland zu verkaufen, machte sie sich Anfang 1898 auf eine Reise durch Kanada und an die Ostküste der USA, um weitere Abnehmer für ihr Produkt zu finden.
Mit Aufträgen über 10.000 Gallonen (rund 38.000 Liter) eingemachter Oliven in der Tasche investierte Ehmann in einen Olivenhain bei Oroville. 1898 gründete sie die Ehmann Olive Company und ein Jahr später entstand eine Konservenfabrik in Oroville. Ihr Sohn Edwin war für den Einkauf von Materialien und für die Vermarktung der in Dosen verkauften Produkte zuständig.

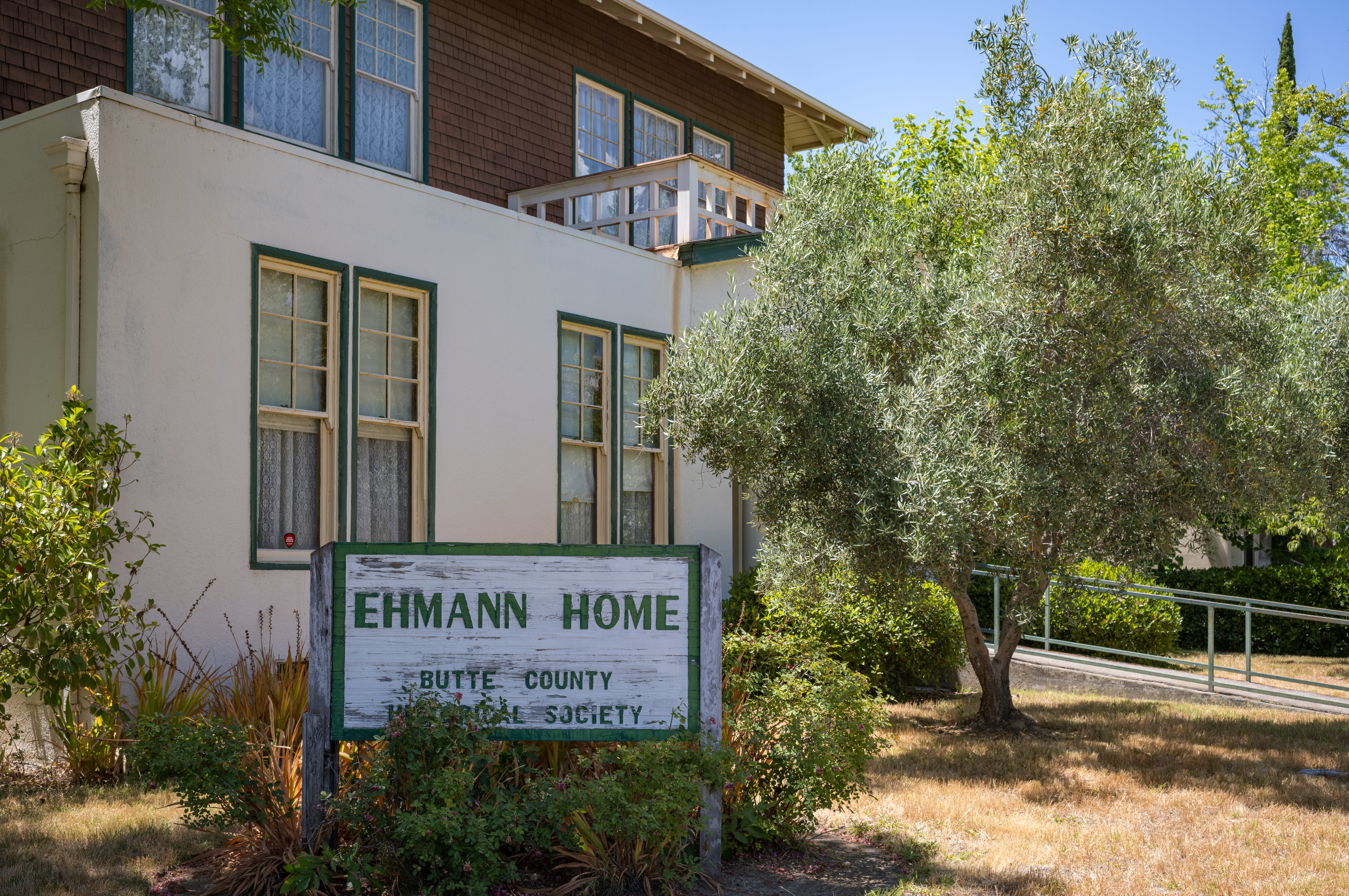
Das 1911 gebaute Ehmann Home in Oroville dient heute als Sitz der Butte County Historical Society. Rechts im Bild ein Olivenbaum.

Im Jahr 1919 erschütterte ein Botulismusskandal die kalifornische Olivenindustrie. Der Vorfall war einer der tödlichsten Ausbrüche lebensmittelbedingter Krankheiten in der Geschichte der Vereinigten Staaten. Eine Untersuchung ergab, dass die Quelle der kontaminierten Oliven die Ehmann Olive Company war. Als Judith Taylor, Autorin des 2004 erschienenen Buches The Olive in California, die Enkelin von Freda Ehmann interviewte, sagte diese, ihre Großmutter habe sich nie mit der Rolle des Unternehmens im Skandal des Jahres 1919 abfinden können.
Nachdem sie ihre Anteile an der Ehmann Olive Company im Jahr 1925 verkauft hatte, zog Freda Ehmann sich in die San Francisco Bay Area zurück, wo sie 1932 in Piedmont starb. Ihr ehemaliges Haus in Oroville dient heute als Sitz der Butte County Historical Society.